# 瓦格纳 (巴西)
瓦格纳是巴西巴伊亚州的一个市镇。总面积415.819平方公里，总人口9809人，人口密度23.6人/平方公里。